# Missa Latina
De Missa Latina Pro Pace is een mis gecomponeerd door Roberto Sierra.
Sierra, opgegroeid op Puerto Rico, hoorde en zag als katholiek tal van missen in zijn vroege jeugd , ook al in zijn geboortedorp Vega Baja. In zijn tijd als componist wilde hij ook een dergelijk werk schrijven. Een probleem is dat Sierra een combinatie schrijft van serieuze klassieke muziek in een combinatie met Zuid-Amerikaanse ritmen. Dat is bij een mis moeilijk voor te stellen. Uiteindelijk slaagde de componist er in 2004 erin een dergelijk werk op papier te krijgen, in navolging van andere missen die werden geschreven door bijvoorbeeld Osvaldo Golijov. De mis, toch altijd een sobere muziekgebeurtenis kreeg met de Zuid-Amerikaanse invloeden een enigszins zonnig karakter. De term Latina in de titel is daarbij dus tweeërlei; enerzijds de teksten in Latijn anderzijds de Latino-invloeden. De kritieken op dit werk waren enthousiast. Na de première in Washington D.C. vertrok het werk naar Milwaukee, Houston, Puerta Rico en Los Angeles.

## Delen
Het zijn de standaard delen van een mis:
1. Introitus (beginnende met Give Peace, Oh Lord)
2. Kyrie
3. Gloria
4. Credo
5. Offertorium
6. Sanctus
7. Agnus Dei

## Orkestratie
- zangstem, bariton
- koor (sopranen, alten tenoren en baritons);
- 2 dwarsfluiten, 1 piccolo, 2 hobo’s, 1 althobo; 2 klarinetten, 1 basklarinet, 2 fagotten, 1 contrafagot;
- 4 hoorns, 3 trompetten, 3 trombones, 1 tuba
- pauken, percussie, waaronder marimba, maraca's, congas, bongos, Cubaanse bekkens; harp, piano
- violen, altviolen, celli en contrabassen.

Opdracht voor het werk werd gegeven door het National Symphony Orchestra, dat onder leiding van Leonard Slatkin de eerste uitvoering gaf op 2 februari 2006 in het Kennedy Center.

## Discografie
- Uitgave Naxos: Heide Grant Murphy (sopraan; ook première), Nathaniel Webster (bariton, ook première), koor en orkest van het Milwaukee Symphony Orchestra o.l.v. Andreas Delfs; opname december 2008.

## Bron
- de compact disc
- Subito Music instrumentatie